# カロアタ川

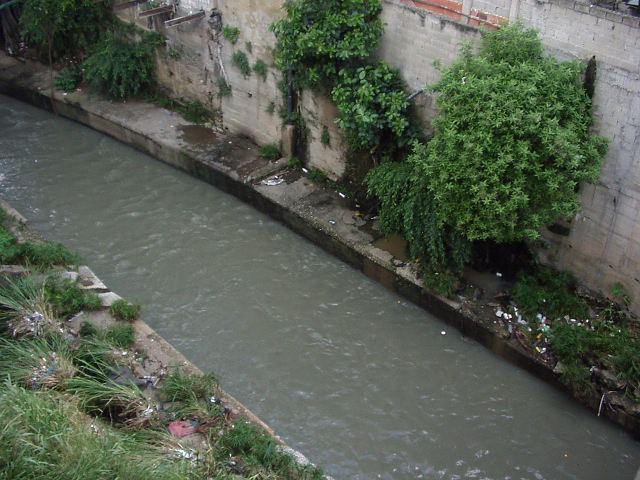
カニョアマリジョ駅から (2004年7月)

カロアタ川（カロアタかわ、Río Caroata）は、ベネズエラのカラカスを流れる川で、グアイレ川の支流である。流路は首都地区リベルタドル市に属する。古地図にはカルアタ川 (Río Caruata)ともある。

## 地理
カラカスの西方にある台地の北に沿って流れ、アビラからの支流をいくつか合わせる。台地の縁に沿って南に向きを変え、グアイレ川に合流する。下流ではほとんど地下を流れる。

## 支流
- アグアサルー川 (Quebrada Agua Salud)